# ارسلان نامی
ارسلان «ارسی» نامی (زادهٔ ۳۱ اردیبهشت ۱۳۶۳) خواننده، ترانه‌سرا و درمانشناس موسیقایی ایرانی-سوئدی است که در حال حاضر در لس آنجلس زندگی می‌کند. بنا به گفتهٔ وبسایت ام تی وی ارسلان نامی جز معدود کسانی است که برنده جایزه خوانندگان پاپ و موسیقی درمانی را در خارج از ایران دریافت کرده‌است.

## موسیقی
موسیقی ارسی نامی در چندین مجموعه تلویزیونی، فیلم و بازی ویدئویی معروف شده‌است. یکی از ترانه‌های او با نام او می‌خواهد پرواز کند(با همراهی لوی والن) در برنامه تلویزیونی استخوان‌ها، شبکه فاکس به نمایش درآمد. این آهنگ در اصل برای آزادی در ایران پس از انتخابات ریاست‌جمهوری ایران (۱۳۸۸) نوشته شده بود و هم چنین در بخش موسیقی متن فیلم در جشنواره کن برگزیده شده بود.

## تحصیلات
ارسلان نامی در ۱۹ می ۲۰۱۴ موفق به کسب مدرک موسیقی درمانی ار دانشگاه دانشگاه ایالتی کالیفرنیا در نورتریج شده‌است.

## تک ترانه‌ها
| ترانه                                              | سال            | ناشر                    |
| -------------------------------------------------- | -------------- | ----------------------- |
| بهشت همراه Levi Whalen ‏                            | ۲۰۱۴           | شیراز رکوردز            |
| یک علامت نشانم بده                                 | ۲۰۱۴           | شیراز رکوردز            |
| ماه (پیانو بدون کلام/ریتم‌های جهانی)                | ۴ ژوئن ۲۰۱۴    | شیراز رکوردز            |
| قلبم را دور بینداز همراه Taylor Lipari‏             | ۱۱ نوامبر ۲۰۱۳ | شیراز رکوردز            |
| کارو میو بن همراه Kryphon‏                          | ۲۷ آوریل ۲۰۱۳  | شیراز رکوردز            |
| بسامه موچو همراهLevi Whalen & Jacqueline Padilla ‏  | ۱۵ ژانویه ۲۰۱۳ | شیراز رکوردز            |
| بهشت می‌داند Remastered ‏                            | ۱ ژانویه ۲۰۱۳  | شیراز رکوردز            |
| تو منو می خوای                                     | ۲۴ دسامبر ۲۰۱۲ | شیراز رکوردز            |
| هرگز تنها نباش همراه Levi Whalen ‏                  | ۱۶ اکتبر ۲۰۱۲  | شیراز رکوردز            |
| معجزه همراهSi Ana                                  | ۲۷ فوریه ۲۰۱۲  | Royalty Recordings      |
| Keep Falling in Love همراهFlorence Rezvani ‏        | ۹ مارس ۲۰۱۱    | شیراز رکوردز            |
| او می‌خواهد پرواز کند (اختصاصی برای آزادی در ایران) | ۷ اوت ۲۰۰۹     | [شیراز رکوردز/CPOH OST] |
| ۱۰۰ مایلز                                          | ۱۱ ژوئن ۲۰۰۸   | Indp                    |